# Amauroderma deviatum
Amauroderma deviatum är en svampart som beskrevs av Ryvarden 2004. Amauroderma deviatum ingår i släktet Amauroderma och familjen Ganodermataceae.   Inga underarter finns listade i Catalogue of Life.